# Mumadona Dias
Mumadona Dias (em castelhano: Muniadona Díaz; m. depois de dezembro 968[a]) foi condessa do Condado Portucalense e a mulher mais poderosa do seu tempo no noroeste da Península Ibérica.

## Biografia
Filha do conde Diogo Fernandes e da condessa Onega ou Onecca,[b] possivelmente tia do rei Ramiro II de Leão, foi uma célebre e rica mulher, a mais poderosa no Noroeste da Península Ibérica, é reconhecida por várias cidades portuguesas devido ao seu registo e acção.
Mumadona casou entre 915 e 920 e antes de 23 de fevereiro de 926 — alturam em que aparecem juntos pela primeira vez[c] — com o conde Hermenegildo Gonçalves, passando, porém, a governar o condado sozinha após o falecimento do seu esposo entre 943 (quando o conde aparece pela última vez) e 950, o ano quando Mumadona, já viúva, fez a partilha com seus filhos dos bens herdados. O conde Hermenegildo deixou-a na posse de inúmeros domínios, numa área que coincidia sensivelmente com zonas que integrariam os posteriores condados de Portucale e de Coimbra.
Entre a segunda metade de 950 e começo de 951, por inspiração piedosa, fundou, na sua herdade de Vimaranes, um mosteiro sob a invocação de São Mamede (Mosteiro de São Mamede ou Mosteiro de Guimarães), onde, mais tarde, professou. Pouco depois de 959, para a proteção desse mosteiro e das suas gentes contra as incursões dos normandos, determinou a construção do Castelo de Guimarães, também chamado Castelo de São Mamede, à sombra do qual se desenvolveu o burgo de Guimarães, vindo a ser sede da corte dos condes de Portucale.
O documento testamentário no qual faz a doação de seus domínios, gado, rendas, objetos de culto e livros religiosos ao mosteiro de Guimarães, datado de 26 de janeiro de 959, é importante por testemunhar a existência de diversos castelos e povoações na região. Devido às "incursões dos infiéis, que haviam assolado as proximidades do cenóbio", no codicílio com data de 4 de dezembro de 968, entregou o castelo ao mosteiro.
Apesar de não ser a fundadora da Póvoa de Varzim (Villa Euracini) e de Vila do Conde (Villa de Comite), o seu registo é pioneiro ao incluir pela primeira vez essas villas. Os topónimos de Aveiro (Suis terras in Alauario et Salinas) e de Felgueiras (In Felgaria Rubeans villa de Mauri) também aparecem no documento testamentário de Mumadona Dias como o primeiro a fazer referência escrita a essas terras.

## Descendência
- Gonçalo Mendes,[1] conde e dux magnus de Portucale, casado com Ilduara Pais, filha de Paio Gonçalves, conde em Deza, e de Ermesinda Guterres.
- Diogo Mendes (morto depois de 968), casou-se com Aldonça e foi o pai de Mumadona Dias, freira no mosteiro fundado por sua mãe.[13]
- Ramiro Mendes (ca. 925[3] — ca. 961[14]), casou com Adosinda Guterres, filha do conde Guterre Mendes e da condessa Ilduara Ériz.[14] Provavelmente foram os pais da rainha Velasquita Ramires, a primeira esposa do rei Vermudo II.[15][16]
- Onecca Mendes, casou antes de 26 de Janeiro de 959 com Guterre Rodrigues.[3]
- Nuno Mendes, morreu entre 951 e 959, pois ainda estava vivo em 950, aquando da repartição feita dos bens de seu pai. Já havia morrido por 959, quando sua mãe fez a dotação do Mosteiro de São Mamede e refere-se a seu dulcissimus mihi pignus Nunnus.[17]
- Arias Mendes (morto depois de 964).[18]

## Notas

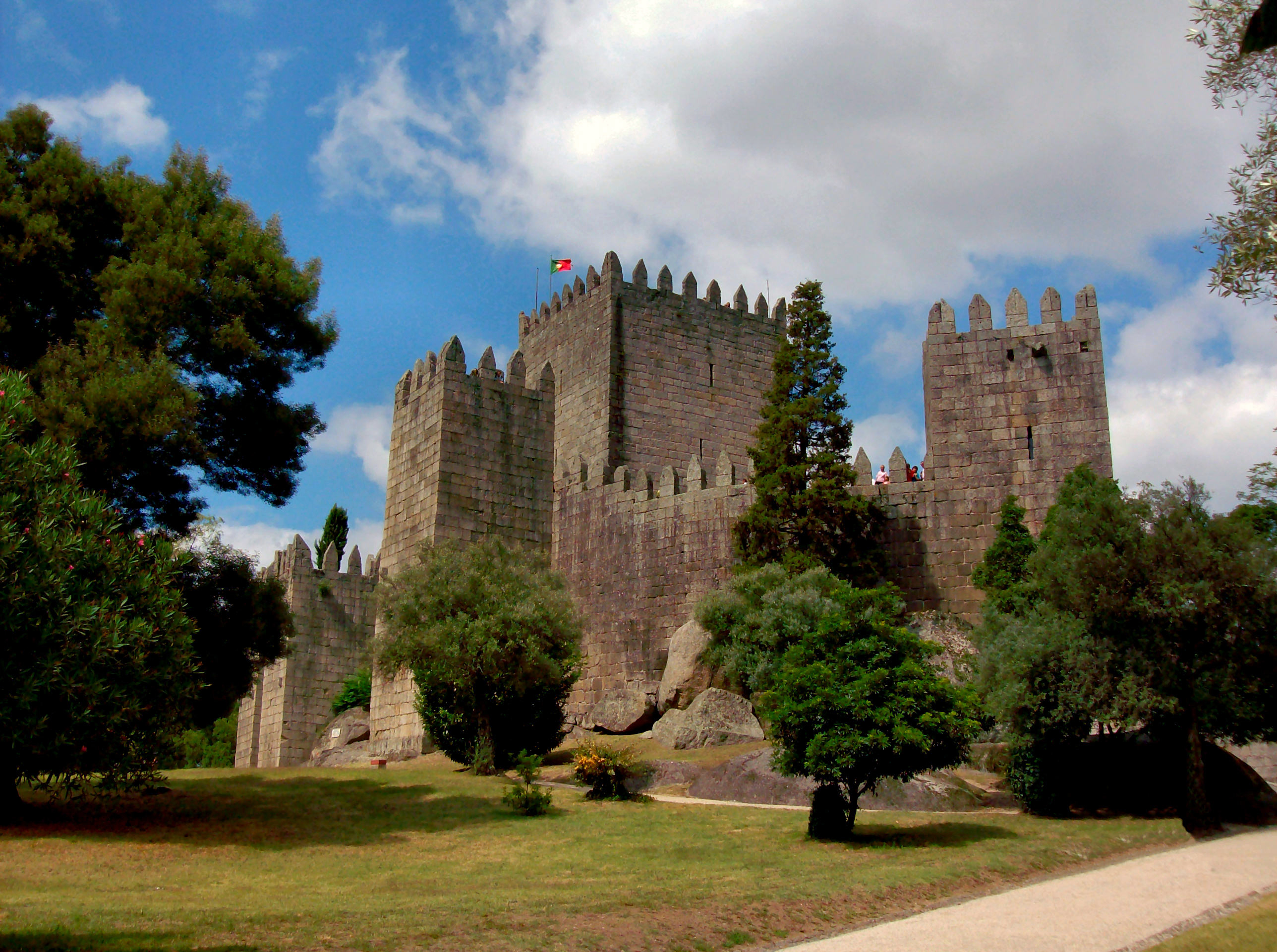
Castelo de Guimarães construído por Mumadona